# Quintus Fabius Pictor
Pour les articles homonymes, voir Fabius Pictor.
Quintus Fabius Pictor (v. 254 – v. 201 av. J.-C.) est un homme d’État de la République romaine et un historien de langue grecque.

## Biographie
Il est membre de la très célèbre famille romaine des Fabii. Son surnom Pictor est un cognomen familial qui remonte à son aïeul Caius Fabius Pictor (en), qui fit orner de peinture le sanctuaire de la déesse Salus à Rome en 304 av. J.-C.
Petit-fils du consul Caius Fabius Pictor, il est également un parent de Quintus Fabius Maximus Verrucosus. Sénateur, il prend part en 225 av. J.-C. à la guerre contre les Gaulois, puis à la deuxième guerre punique et combat à Trasimène. Après la défaite de Cannes, il est envoyé, alors qu'il a la charge de préteur, auprès de l’oracle de Delphes pour demander au dieu Apollon d’apaiser sa colère. Plutarque raconte que l’on découvre alors la faute de deux vestales s’étant laissées séduire : l’une se suicide, tandis que l’autre est enterrée vivante.
On ignore la date de son décès, on suppose qu'il vécut au moins jusqu'à la fin de la deuxième guerre punique soit 201 av. J.-C., puisque Polybe le présente comme un historien de cette guerre. 

## Son œuvre
Il compose des Annales depuis les origines jusqu’à son époque (Tite-Live évoque son récit de la bataille de Trasimène), dans le but de défendre la politique romaine. Selon le témoignage de Denys d'Halicarnasse, il a écrit en grec. Soit que ce choix soit dû au statut de langue de culture du grec, soit parce qu'il voulait réaliser une œuvre de propagande destinée aux notables de grande Grèce ou des monarchies hellénistiques. Cette seconde hypothèse est aujourd'hui privilégiée par les historiens  (par exemple Thierry Piel et Bernard Mineo dans "Et Rome devint une République"). Il  entame sa rédaction sans doute vers 216 avant J-C, après le desastre de Cannes, à une époque où Rome a besoin d'un sursaut patriotique pour lutter contre Hannibal, qui menace l'Italie elle-même et pourrait rompre l'alliance des cités grecques avec Rome. Il est nécessaire également de répondre aux histoires hostiles aux Romains qui circulent chez les Grecs depuis la guerre de Pyrrhus.
Pictor serait le premier des historiens romains, et Tite-Live le salue, de ce fait, du nom de « scriptorum antiquissimus » (« le plus ancien des auteurs »). Plutarque remarque qu’il s’appuie beaucoup sur Dioclès de Péparéthos — auteur grec obscur, dont nous savons seulement qu’il a été le premier à relater la légende de Rhéa Silvia et des jumeaux Romulus et Rémus. De par sa famille, très influente à Rome, il a dû pouvoir consulter les archives familiales des sénateurs romains. Mais les traditions orales conservées dans les gentes patriciennes (discours prononcés lors des cérémonies funèbres, par exemple), ainsi que les Annales maximi (ou dites « annales des grands pontifes ») ou les tragédies romaines sont autant de sources possibles.
Polybe l’accuse d’être partial envers Rome, et le place en miroir de Philinos d'Agrigente, qu’il juge quant à lui un peu trop pro-carthaginois. Diodore de Sicile le juge peu fiable.
Mais cela n'empêche pas de nombreux écrivains antiques de puiser dans son travail, tels Denys d'Halicarnasse, Plutarque, Tite-Live, ou Pline l'Ancien pour diverses anecdotes.
Seuls des fragments de son œuvre ont été conservés. La liste des sept rois qu'il a établie pour la monarchie romaine est la seule liste connue, et fait autorité.